# Ausztrofasizmus

Az ausztrofasiszta állam jelképe, a mankós kereszt

Az ausztrofasizmus Ausztria 1933–1938 közötti, korporatív, diktatórikus, fasiszta eszmék felé orientálódó, tekintélyuralmi politikai rendszere volt. A rezsim önmagára a "rendi állam" (Ständestaat) megnevezést alkalmazta. Az ausztrofasiszta rendszert Engelbert Dollfuß keresztényszocialista kancellár vezette be 1933 márciusában, a parlament működésének felfüggesztése után. A rezsim jellemzői a demokratikus parlamenti rendszer elutasítása, a katolikus egyházzal való szoros kapcsolat, a konzervatív kulturális értékek, a politikai ellenzék és a munkásmozgalom elnyomása, az antiszemitizmus. Fő politikai szervezete ("állampártja") a Hazafias Front volt.
Miután Dollfußt a sikertelen júliusi puccs során a nemzetiszocialisták meggyilkolták, a rendszert Kurt Schuschnigg vitte tovább, míg Hitler Németországa nem annektálta Ausztriát 1938 márciusában.

## A rendszer létrejötte

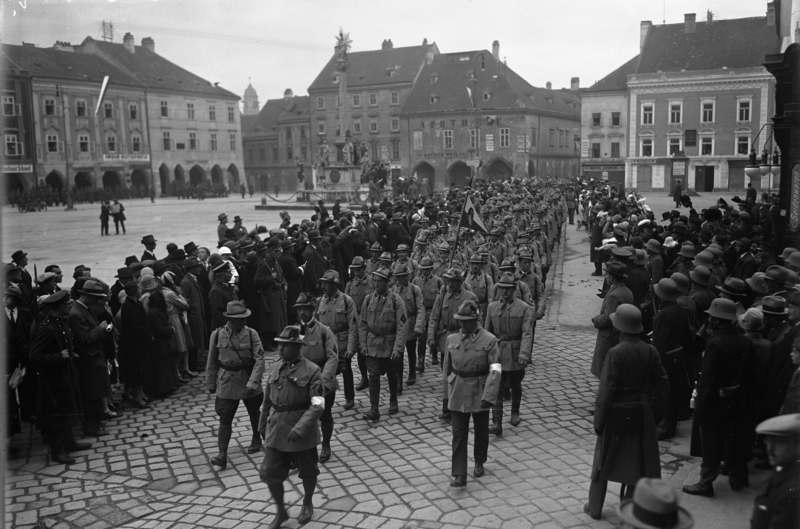
A Heimwehr felvonulása Bécsújhelyen, 1928 októberében

Az első nyílt politikai program, amely a parlament felszámolására és egy antidemokratikus kurzus létrehozására irányult, a paramilitáris, nacionalista Heimwehr 1930. május 18-i "korneuburgi esküje" volt, amely elsősorban az ellenzéki szociáldemokraták ellen irányult. "Elutasítjuk a nyugati demokratikus parlamentarizmust és a pártállamot" jelentették ki, de számos keresztényszocialista politikus, mint a későbbi szövetségi kancellár Leopold Figl és Julius Raab is támogatta őket.
Az 1930-as parlamenti választáson az osztrák nemzetiszocialisták több mint 100 ezer szavazatot kaptak, de egyetlen képviselőjük sem jutott be a Nemzeti Tanácsba. Két évvel később a tartományi választásokon Bécsben, Alsó-Ausztriában és Salzburg tartományban a nemzetiszocialistáknak már 336 ezer szavazatot sikerült gyűjteniük, elsősorban a Nagynémet Néppárt rovására. Egyedül Bécsben 201 ezer szavazatot kaptak, amellyel meghétszerezték korábbi eredményüket. A bécsi szociáldemokraták azonban megtartották a korábbi 59%-ukat, míg a keresztényszocialisták némi teret vesztettek. Az ezzel egy időben tartott karintiai és stájerországi önkormányzati választáson a szélsőjobboldaliak előretörése nem volt ennyire látványos, de azért érezhető volt.
A nemzetiszocialisták drámai megerősödése nyilvánvalóvá tette, hogy a következő parlamenti választáson a Keresztényszocialista Párt, a Landbund és a Heimwehr koalíciója alkotta kormány el fogja veszíteni a mindössze egyetlen mandátumon múló többségét. Engelbert Dollfuß kancellár keresni kezdte a diktatúra bevezetésének lehetőségét; ebben külföldi támogatókra (főleg Benito Mussoliniéra) is talált.
Dollfußt 1932 májusában nevezték ki kancellárrá. Októberben az 1917-es hadigazdasági törvényre való hivatkozással megkerülte a kormány tevékenységét felügyelő parlamenti kontrollt. Ezzel politikai válságot idézett elő, amely 1933. március 4-én pattant ki, a parlament alsóházának ún. "önkiiktatása" során. Egy szavazást követően, melyet egyetlen voks döntött el, a parlament elnöke, a szociáldemokrata Karl Renner lemondott tisztségéről, hogy ő is szavazhasson. Ezt követően két helyettese is lemondott és a parlament elnök híján formálisan működésképtelenné vált. Dollfuß alkotmányos válsághelyzetet hirdetett ki és bejelentette, hogy a parlament kiiktatta önmagát, így az 1920-as alkotmányos átmeneti törvény alapján a kabinet annak felügyelete nélkül folytatja a kormányzást.
1933. március 7-én a minisztertanács gyülekezési tilalmat vezetett be, majd gazdasági okokra hivatkozva (az átmeneti törvény csak gazdasági kérdésekben engedélyezte a rendeleti kormányzást) felügyelete alá vonta a sajtót. A sajtórendelet szerint amennyiben egy korábban már elkobzás alá került sajtótermék "a hazafias, vallási vagy erkölcsi érzet megsértése által... veszélyezteti a köznyugalmat, a közrendet vagy a közbiztonságot", akkor a további számait két órával terjesztése előtt be kell mutatnia a hatóságnak. Ez nyilvánvalóan cenzúra volt, bár a kormány igyekezett fenntartani a látszatot, hogy továbbra is tiszteletben tartja a cenzúra alkotmányos tilalmát.

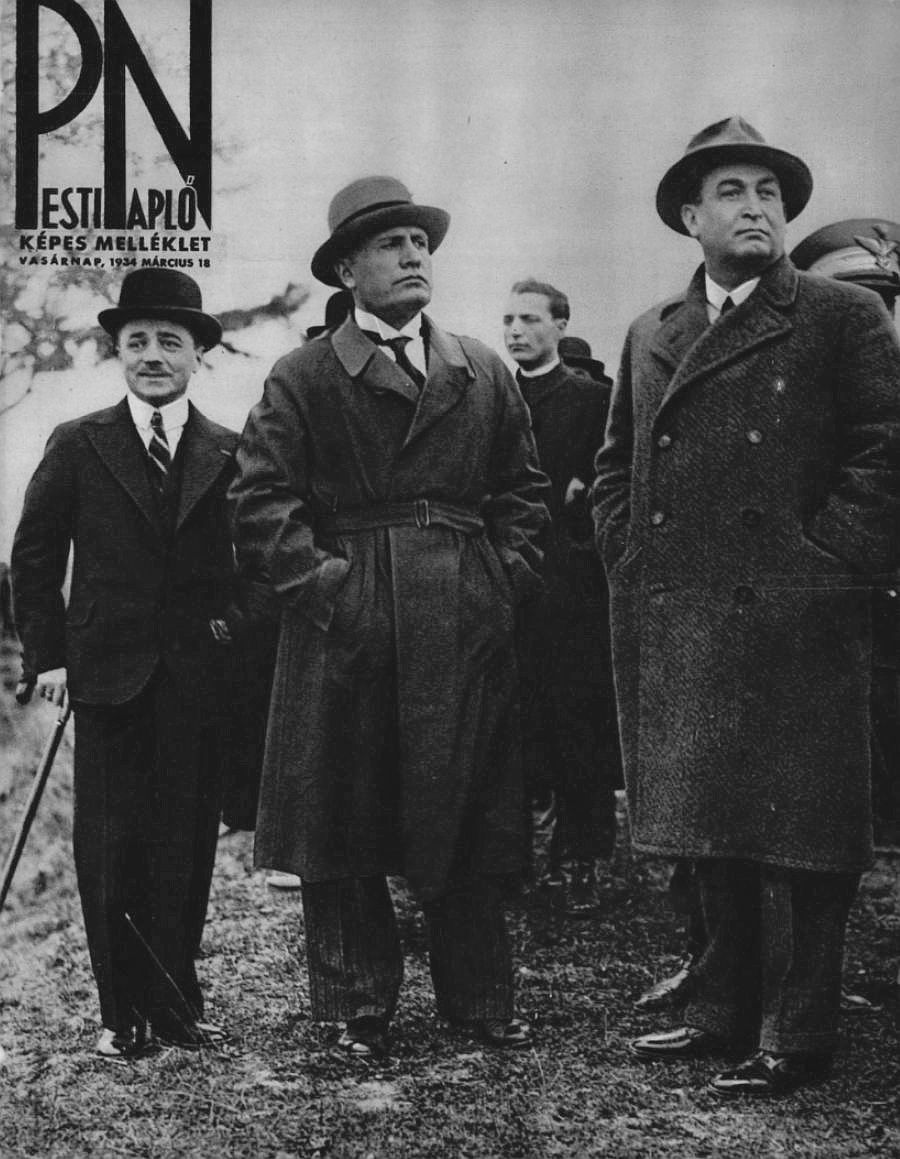
Engelbert Dollfuß (balra), Benito Mussolini (középen) és Gömbös Gyula (jobbra) római csúcstalálkozójukon

Március 15-én az ellenzéki pártok újra meg akarták nyitni a parlamenti ülésszakot, de a kormány rendőri erővel megakadályozta őket ebben. A Nemzeti Tanács épületét 200 csendőr vette körül és nem engedték be a szociáldemokrata és nagynémet képviselőket. A Szociáldemokrata Párt egyelőre folytathatta működését, de paramilitáris szervezetét, a Republikánus Védelmi Szövetséget (Republikanischer Schutzbund) március 31-én betiltották. A Schutzbund riválisának, a Heimwehrhez tartozó bécsi Honvédelmi Szövetségnek jogi helyzetét ezzel szemben megerősítették. Április 10-én visszavonták az iskolások kötelező hitoktatását eltörlő rendeletet (a rendelet szerzőjét, Otto Glöckel volt szociáldemokrata közoktatási minisztert 1934-ben letartóztatták és büntetőtáborba zárták, amelyből megtört emberként szabadult és hamarosan meghalt).
1933. május 10-én a kormány minden választást - szövetségi, tartományi és önkormányzati szinten egyaránt - felfüggesztett. Május 26-án feloszlatták az Osztrák Kommunista Pártot, június 19-én a Nemzetiszocialista Német Munkáspárt osztrák tagozatát, egy nappal később pedig a katolikus egyház kérésére a szekularista Szabadgondolkodó Szövetséget is. Dollfuß szeptemberben bejelentette, hogy célja egy tekintélyelvű, korporatív állam létrehozása. Egyidejűleg megkezdte a leszámolást a szociáldemokratákkal, elkezdték a volt schutzbundisták letartóztatását, akiket a wöllersdorfi büntetőtáborba zártak. 1934. február 12-én a rendőrség házkutatást akart tartani a Szociáldemokrata Párt linzi központjában, a Hotel Schiff-ben, de a schutzbundisták fegyveresen ellenálltak és három napra országszerte összecsapásokra került sor: ez volt az "osztrák polgárháború". 
A pártot még azon a napon betiltották. Fegyveres konfliktusokra főleg Felső-Ausztria, Felső-Stájerország és Bécs iparosodott régióiban került sor. A hadsereg a Heimwehr segítségével 14-re mindenütt leverte a baloldaliak ellenállását, volt ahol tüzérséget is bevetettek.
1934. április 30-án a volt kormánypárti képviselőket tömörítő Hazafias Front "csonka" parlamenti ülést tartott (a szociáldemokrata képviselők helyét betöltetlennek minősítették, a nagynémet képviselők többsége pedig nem vett részt a színjátékban), amely során a parlament alsó- és felsőházának jogköreit átruházták a kormányra.

## A diktatúra rendszere

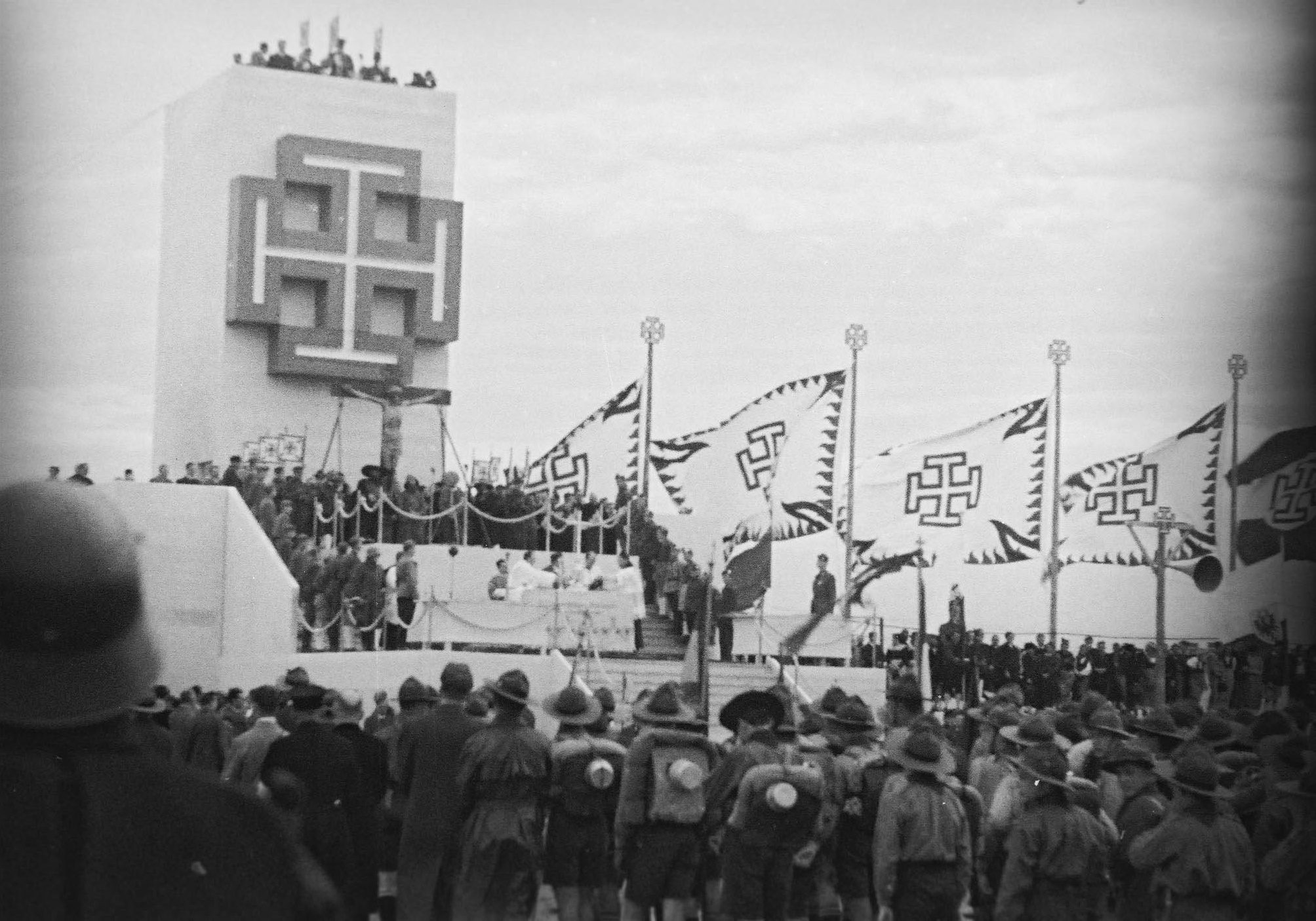
A Hazafias Front gyűlése (1936 október)

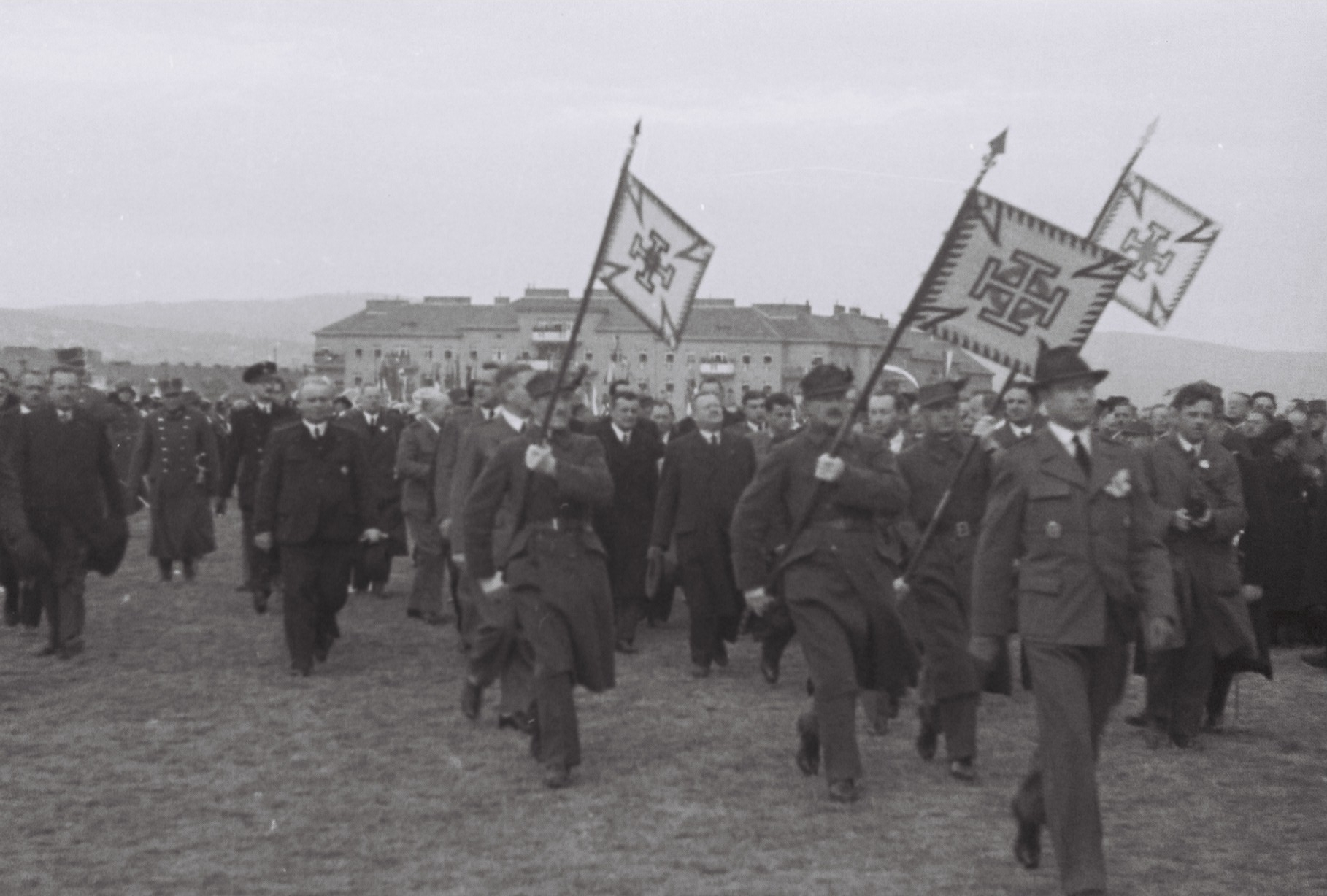
A Hazafias Front felvonulása

Az autoriter politikai rendszer létrehozását az új alkotmánnyal koronázták meg, amely 1934. május 1-én (nem véletlen, hogy éppen a legyőzött munkásmozgalmi pártok legfontosabb ünnepén) lépett hatályba. Míg a régi alkotmány így kezdődött: "Ausztria demokratikus köztársaság. Jogrendje a néptől ered"; az új már más filozófiát tükrözött: "A Mindenható Isten nevében, akitől minden jog származik, kapja az osztrák nép ezt az alaptörvényt keresztény, német szövetségi állama számára". Az ország neve Osztrák Köztársaságról Osztrák Szövetségi Államra változott. Az állam jelképévé (a címer mellett) a történelmi gyökerekkel is rendelkező mankós keresztet választották, már csak azért is, hogy megkülönböztessék magukat a horogkeresztet használó nemzetiszocialistáktól.

### Igazságszolgáltatás
A parlament után az alkotmánybíróság működését is felszámolták, még 1933-ban. A négy keresztényszocialista alkotmánybírót rávették, hogy mondjon le és a testület határozatképtelenné vált, mert sem a köztársasági elnök, sem a kormány nem kezdeményezte az üres helyek betöltését. A kormány ezáltal megelőzte az általa kiadott "szükségrendeletek" előre várható felfüggesztését. Ezt követően rendelettel tiltották meg új alkotmánybírák kinevezését, gyakorlatilag megszüntetve ezzel a legfelső jogi fórumot.
1933 szeptemberében büntetőtáborokat (pl. Kaisersteinbruchban) létesítettek a politikai ellenfelek internálásra. A táborokba szociáldemokratákon, szocialistákon, kommunistákon, anarchistákon kívül az 1934 júliusában zajlott szélsőjobboldali puccskísérlet után jelentős számú nemzetiszocialistát is zártak.
1933. november 11-én a Dollfuß-kormány bevezette a szükségállapotot és a súlyos bűncselekményekre (gyilkosság, gyújtogatás és "mások tulajdonának rosszindulatú megrongálása útján elkövetett nyilvános erőszakoskodás") visszaállították a halálbüntetést. Négy bírából és egy államügyészből álló rögtönítélő bíróságokat állítottak fel, ahol legfeljebb három nap alatt ítélet született, amely vagy felmentés vagy kötél általi halál lehetett. Ha három nap alatt nem tudták lezárni a pert, azt egy hagyományos bíróság vette át, amely nem oszthatott ki halálbüntetést. A köztársasági elnöknek joga volt kegyelmet adni és ezt számos alkalommal meg is tette, amikor a keresztényszocialistákhoz politikailag közel álló embereket ítéltek halálra a bíróságok.
A rögtönítélő bíróságok első áldozata az értelmi fogyatékos Peter Strauß volt, aki felgyújtotta haragosának pajtáját (emberéletben nem esett kár és a pajta biztosítva volt). 1934. február 12. után szükségrendelettel a rögtönítélő bíróságok hatáskörébe utalták a "lázadás" bűncselekményét is, így a februári harcokban részt vevő személyeket is halálra ítélhették. A gyorsított ítélethozatal neves politikai áldozatai közé tartoztak a februári felkelés szociáldemokrata vezetői, köztük Karl Münichreiter, Georg Weissel, Wallisch Kálmán, Emil Swoboda és Josef Stanek.
Egy 1934. június 19-én hozott törvénymódosítás ismét bevezette a halálbüntetést a hagyományos eljárásokban is. 1934 februárja és 1938 márciusa között összesen 141 halálos ítéletet hoztak, amelyek többségét börtönbüntetésre változtatták, 45 személyt azonban kivégeztek. 1934 szeptemberében a büntetőtáborokban és a fogdákban fogva tartott politikai foglyok száma elérte a 13 338-at. Az ausztrofasiszta államban összesen mintegy 16 ezer embert tartottak fogva politikai okokból.

### Oktatás

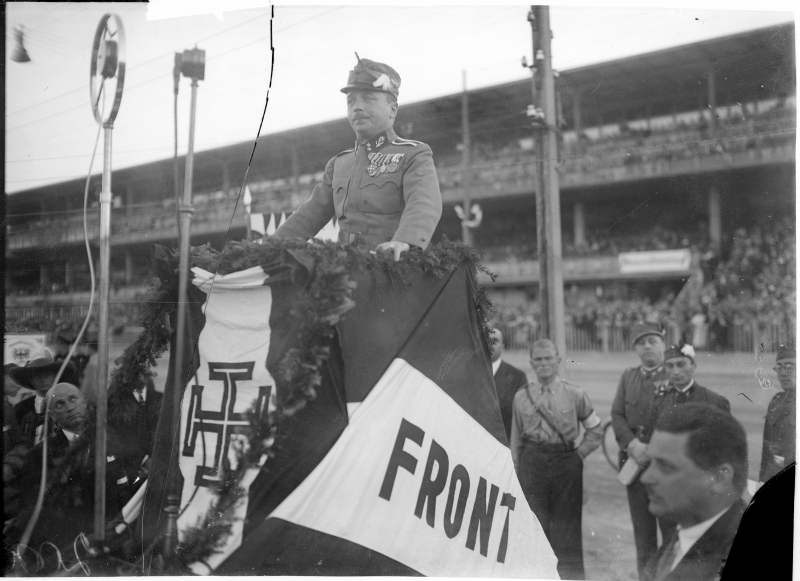
Dolfuß beszédet mond a Hazafias Front gyűlésén (1933. szeptember)

Az oktatáspolitikát már 1933-ban elkezdték átalakítani a fasiszta elvek alapján. A katolikus egyház erős befolyásra tett szert az oktatási rendszer felett, amelyet korábban Otto Glöckel szekularizált. A középiskolásoknak kötelező hitoktatáson kellett részt vennie. A lányok számára ismét megnehezítették a közép- és felsőoktatásban való részvételt, mivel a hatalmon lévők a nőknek a hagyományos "anya és háziasszony" szerepet szánták. Ugyanezen év nyarán betiltották az iskolákban az ellenzéki (szocialista, nagynémet és nemzetiszocialista) ifjúsági szervezetek működését; ezeket 1936-ban az újonnan alapított állami szervezet, az Osztrák Ifjúság (Österreichisches Jungvolk) váltotta fel.
Az egyetemeken csökkentették az egyetemi tanárok és tanársegédek számát, lehetővé téve, hogy a rezsimmel szemben kritikus tanárokat legálisan eltávolíthassák állásukból. A fegyelmi eljárásokat, amelyek korábban az érintett egyetem hatáskörébe tartoztak, a szövetségi minisztérium ellenőrzése alá helyezte, ami szintén hátrányosan érintette a rendszerrel szembenálló egyetemi dolgozókat.
Akadémiai közhivatalokat csak az állampárt, a Hazafias Front tagjai tölthettek be. "Minden megüresedett tanári állást hazafias és lehetőleg keresztény beállítottságú egyetemi tanárral kell betölteni," jelentette ki Hans Pernter oktatási miniszter az új egyetemi törvények elfogadása után.
A hallgatók ideológiai képzésére a kormány kötelező előadásokat vezetett be "az osztrák állam eszmei és történeti alapjairól, valamint a világnézeti és állampolgári nevelésről", és kötelező, katonai vezetésű egyetemi táborokat alapítottak. A militáris egyetemi táboroknak katonai és oktatási igazgatója volt, az előbbi a katonai parancsnokságért és a katonai felkészítésért, az utóbbi az előadásokért és a szabadidős tevékenységekért volt felelős. Egy ilyen egyetemi tábort egyszerre kb. 100 diák részvételével rendeztek meg.

### Gazdasági és szociálpolitika

Munkanélküliség Ausztriában az 1930-as években

A külkereskedelem terén már 1930-ban felhagytak a liberális szabadkereskedelmi rendszerrel, és az autarkia önellátó modelljére igyekeztek berendezkedni. Miután 1929-ben a New York-i tőzsde mélyrepülésével gazdasági világválság vette kezdetét, az osztrák piac elszigetelésével azt remélték, hogy sikerül megóvni azt a külső negatív folyamatoktól. 1932-ben 468 ezer munkanélkülit tartottak számon az országban; ez 1933-ban 557 ezerre (a munkavállalók 25,9%-ra) emelkedett. A helyzetet súlyosbította, hogy egyre többen voltak hosszú távon munka nélkül és elvesztették jogosultságukat a segélyre.
A keresztényszocialisták és a Heimwehr célja az "osztályharc megszüntetése" volt. E célból állami szervezeteket hoztak létre, melyekbe a munkásoknak és a vállalkozóknak kötelező volt belépniük; ezek váltották fel a munkások szakszervezeteit. 1934-től csak az ún. egységszakszervezet (Einheitsgewerkschaft) működhetett, erős állami kontroll alatt.
1933-ban a kormány a belső piac védelmében és a munkanélküliség csökkentése érdekében kereskedelmi tilalmat vezetett be, amit 1934-ben a tilalmi rendelettel állandósított, a következő években pedig többször is szigorított. Ez a politika radikális eltérést jelentett az évtizedek óta érvényben lévő liberális kereskedelmi szabályozástól. 1935-ben ismét bevezették a saját területükön monopóliumot élvező ipartestületeket (gyakorlatilag céheket).

### Kultúrpolitika
Az ausztrofasiszta rendszer hivatalos kultúrpolitikája a barokk és más "forradalom előtti" (értsd a francia forradalom előtti) stílusok megóvására irányult. Felidézték Ausztria "hősies helytállását" a török terjeszkedéssel szemben és hangsúlyozták a helyzet aktualitását, csak a keleti fenyegetést most a kommunista Szovjetunió jelentette.
Ahogyan a neves osztrák író, Robert Musil 1934-ben megjegyezte: "Az osztrák kultúrpolitikát nem a gonosz szellem, hanem inkább a szellemtelenség gonoszsága jellemzi".

### Ideológia

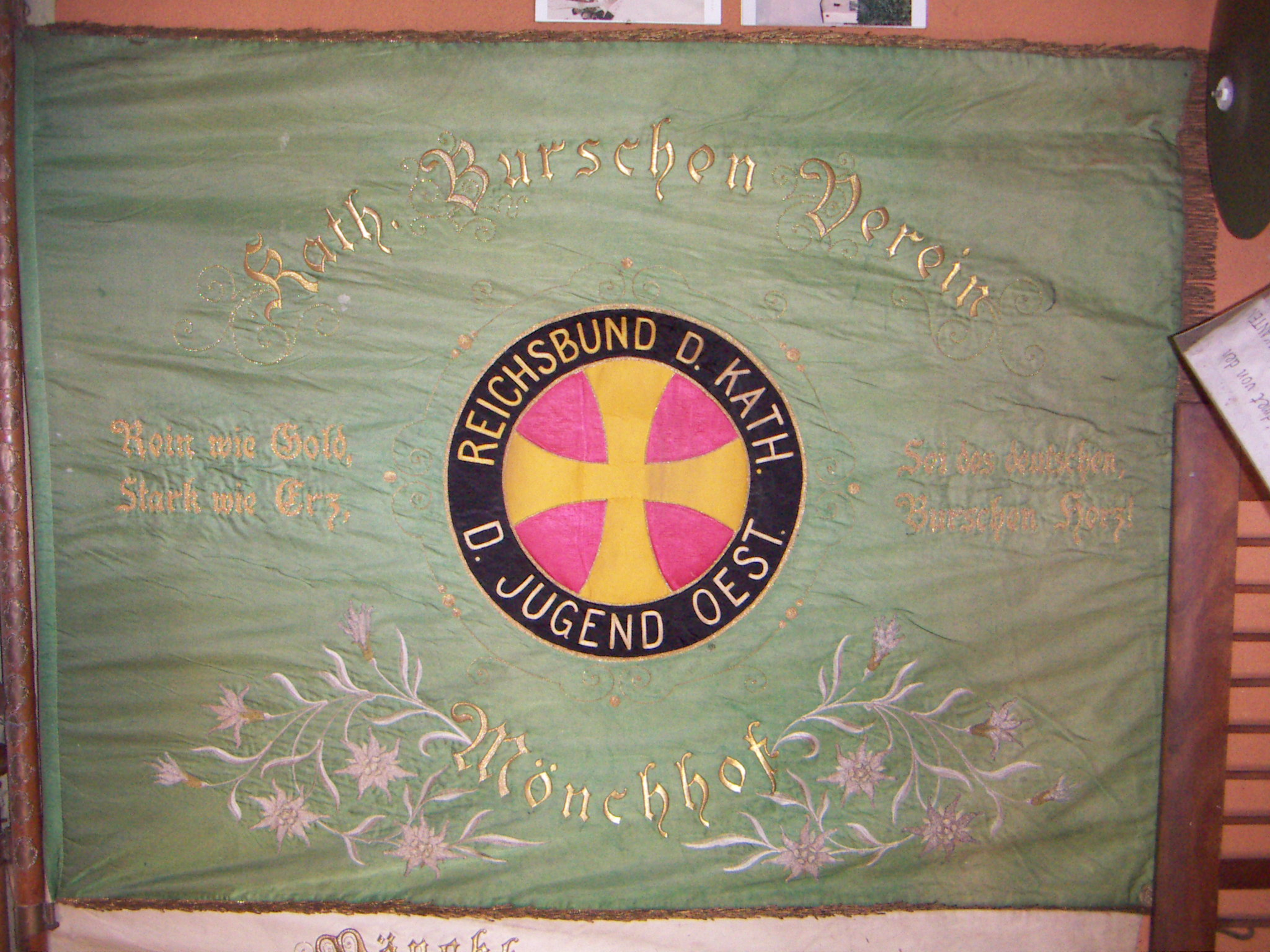
A Birodalmi Katolikus Ifjúsági Szövetség zászlaja a mönchhofi múzeumban

Az ausztrofasiszta "Ständestaat" szorosan követte a keresztény korporatív állam eszményét, amelyet XI. Piusz pápa 1931-es Quadragesimo anno kezdetű enciklikájában fejtett ki. Ideológiai alapja, akárcsak a kor többi fasiszta országában, az osztályharc elutasítása és a tekintélyelvű államban a "rendek harmóniájára" való törekvés volt. Az ausztrofasizmus túl akart tenni a nemzetiszocialistákon, vonzóbb alternatívát akart kínálni. Ebben az összefüggésben kell tekinteni mind a tekintélyelvű vezető ideológiájának átvételére, mind a tömeg- és egységpártnak szánt Hazafias Front létrehozására. A nemzetiszocialisták faji ideológiájával szemben az osztrákok országuk különleges történelmére helyezték a hangsúlyt. A német Harmadik Birodalomtól való elhatárolódást segítette a rendszer katolikus vonásainak előtérbe helyezése. A Monarchiát a soknemzetiségű állam eszményképeként állították be.
Külpolitikailag az egyre nyomasztóbb igényekkel fellépő német nemzetiszocialisták helyett az ausztrofasiszta kormány inkább Mussolinivel működött együtt, akinek a rendszere közelebb állt az osztrák autoriter rezsimhez.

## A rendszer védelmezői

### Egyház
A római katolikus egyház üdvözölte a fasiszta puccsot (akárcsak nem sokkal később Spanyolországban). "Az 1933-as év gazdag áldást hozott az egész kereszténységnek, és sok örömet hazánknak, Ausztriának [...] (a kormány) máris egy sor jótékony cselekedetet tud felmutatni, amelyek biztosítják és előmozdítják a valódi jólétet" olvasható az osztrák püspökök karácsonyi levelében abban az évben, amikor Dollfuß kiiktatta a demokratikusan választott parlamentet. Innitzer bécsi bíboros 1933. március 12-én "egy új korszak hajnalaként" üdvözölte a parlament megszüntetését, amelyet az ellenreformáció korához hasonlított.
1933. május 10-én Kurt Schuschnigg igazságügyminiszter aláírta a konkordátumot a Vatikánnal, augusztus 16-án pedig a kormány megnehezítette a katolikus egyházból való kilépést; minden kilépőnek megvizsgálták lelki és szellemi állapotát. A kilépéseket intéző kerületi hatóságok tetszés szerint húzhatták az eljárást. Az egyháztól elidegenedett munkásosztály újrakatolizálására irányuló erőfeszítések eredményeként az ausztrofasizmus rövid időszakában számos egyházi épületet emeltek, mint például a Bécs 16. kerületében a "munkás" Szent Józsefnek szentelt sandleiteni plébániatemplomot, a "vörös Bécs" legnagyobb közösségi épületét.
Az egyházbarát hozzáállásnak köszönhetően a rendszert a Vatikán hivatalosan is támogatta. XI. Piusz pápa már 1933. október 28-án áldását adta a "nemeslelkű férfiakra, akik ebben az időben, ezekben a napokban Ausztriát oly jól, oly határozottan, oly keresztényien kormányozzák", és Dollfuß az 1934-es februári harcok idején megkapta a pápa apostoli áldását.
Ebensee és Steyr egyházi méltóságai ideológiai tisztogatásokat hajtottak végre a munkáskönyvtárakban; Steyrben az állományt 4000-ről 900 könyvre csökkentették, amelyből további 200-at zároltak. A kifejezetten baloldali írásokon kívül kidobálták a zsidó szerzők írásait is. Az eseményről szóló egyházi beszámoló szerint: "Négy doboznyi könyvet adtak át a rendőrségnek megsemmisítésre. Ezek között voltak tisztán szocialista, erotikus és vallásellenes könyvek. A legrosszabb fajta erotikus és egyházellenes könyveket szakadt állapotban adták át a rendőrségnek".
Az osztrák evangélikus és kálvinista egyház az ausztrofasizmust "új ellenreformációként" élték meg, és sok gyülekezet a Német Birodalomhoz, mint a reformáció anyaországához fordult. 1934-ben a munkások tömegesen kezdték elhagyni a katolikus egyházat és a protestáns egyházak létszáma 25%-kal megnőtt. A kormány gátakat állított az áttérés elé, mint a csatlakozni kívánók kötelező pszichiátriai vizsgálatát és kényszergyógykezelését, új egyházközségek alapításának tilalmát, a vallásoktatás akadályozását, és helyenként megtiltották a protestánsok eltemetését, ha a helyi temető a katolikus egyházközség tulajdonában volt. Mindezek következtében a protestáns gyülekezetek egy része olyan mértékben radikalizálódott, hogy Adolf Hitlerben látták az egyházuk egyetlen lehetséges megmentőjét.

### Osztrák Kartellszövetség

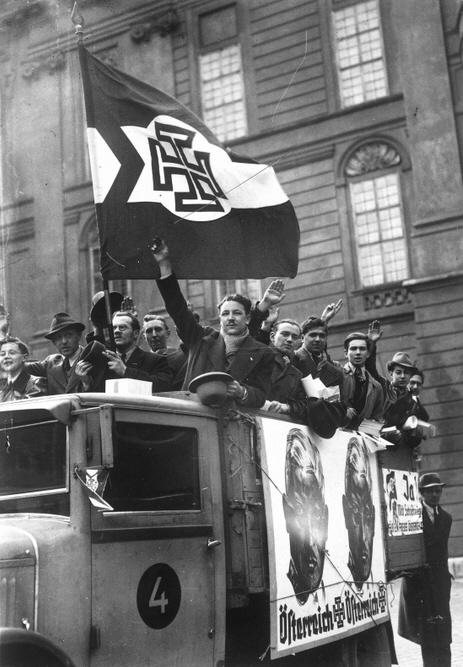
Schuschnigg kancellár támogatói az 1938 márciusi népszavazás kampányában

Az Osztrák Kartellszövetség (Österreichischer Cartellverband, ÖCV) diákegyesületek országos ernyőszervezete volt, amely 1933-ban szakadt ki az össznémet kartellszövetségből, amikor abban már túlságosan eluralkodott a nemzetiszocialista szellem. A szervezet eszmei háttértámogatást biztosított a kormány számára, így a rezsim kialakulásakor gyors felemelkedése biztosított volt. 1933 és 1938 között szinte minden fontosabb közhivatalt ÖCV-tagok töltöttek be. Körükben Engelbert Dollfußt megillette a "Führer" megnevezés, és a kancellár is gondoskodott róla, hogy az egyesülethez tartozó fiatal értelmiségiek gyorsan feljuthassanak a politikai és közigazgatási csúcspozíciókba. Ezenkívül a kormányfő beleszólhatott az ÖCV-n belüli tisztségek betöltésébe. Az 1934-es felkelés idején az ÖCV tagjainak legalább 37%-a a hadsereg és a Heimwehr mellett állt; de pl. Grazban az aktív ÖCV-sek 70%-a a kormánycsapatok és a Heimwehr oldalán harcolt. Az egyesületi tagok 1933-tól kötelesek voltak belépni a Hazafias Frontba.
A parlament felsőházában, a Szövetségi Tanácsban az ÖCV-tagok aránya 90% volt. Az első Dollfuß-kormányban tíz miniszterből hat tartozott a szövetséghez, a három kormányátalakítás után pedig végül a tízből nyolc volt ÖCV-tag. A második Dollfuß (és első Schuschnigg) kormány minden tagja tag volt, Schuschnigg további kormányaiban pedig az ÖCV a miniszteri posztok mintegy felét tudta betölteni. Még amikor 1936-ban a nemzetiszocialisták bekerültek a kormányba, négy ÖCV-s miniszter továbbra is a kabinet tagja maradt, és még az Arthur Seyß-Inquart által vezetett nemzetiszocialista bábkormányban is volt két ÖCV-s, Wilhelm Wolf és Oswald Menghin, akiket emiatt kizártak az egyesületből. 1933-ban Karintia kivételével valamennyi tartomány kormányzója az ÖCV-ből került ki. Mikor a februári események következtében Bécs szociáldemokrata polgármesterét menesztették, Richard Schmitz, a Kartellszövetség tagja lett az új polgármester.

## Antiszemitizmus
Az ausztrofasiszta kormány nem hozott zsidóellenes törvényeket, és a Hazafias Frontba felvettek zsidó vallású polgárokat is. Viszont a rezsim nem tett komoly erőfeszítéseket, hogy megfékezze a lakosság antiszemita megnyilvánulásait, így a zsidókkal szembeni diszkrimináció (amely már Dollfuß hatalomátvétele előtt is jelen volt az osztrák közéletben) tovább fokozódott. Magánszervezetek rendszeresen tettek közzé felszólításokat zsidó vállalkozók, zsidó tulajdonú üzletek elleni bojkottra, néha blokádra is. Miután 1936 júliusában a nemzetiszocialisták bekerültek a kormányba, a zsidók ellen elkövetett fizikai támadások száma ugrásszerűen megnőtt, amely ellen a rendőrség és az igazságszolgáltatás alig lépett fel.
Számos, a rendszerhez közel álló szervezet (pl. a Heimwehr) nyíltan antiszemita programot hirdetett. A római katolikus egyházban, a Ständestaat egyik alappillérében is erős antiszemita véleményeket fogalmaztak meg; ezeket többek között Alois Hudal püspök is képviselte. A Kartellszövetség tagjai 1935-ben támadást intéztek a bécsi egyetem zsidó diákegylete ellen.
A közigazgatásban 1933-tól kezdődött a zsidó köztisztviselőkkel szembeni jelentős megkülönböztetés. Sokukat azzal az ürüggyel bocsátották el állásukból, hogy közel álltak a szociáldemokrata vagy kommunista pártokhoz. 1935-re a zsidó vallású köztisztviselők aránya 0,4%-ra csökkent (szemben a 2,8%-os részarányukkal a lakosságban). Kurt Schuschnigg oktatásügyi miniszter 1934. július 4-én kiadott rendelete szerint a keresztény és zsidó tanulók külön-külön osztályokat alakíthattak, feltéve, hogy elegendő zsidó tanuló volt. Bécsben kilenc iskolában voltak zsidó osztályok.
Az ausztrofasizmus csak diszkrimináló volt a zsidókkal szemben, míg a nemzetiszocialisták meg akarták semmisíteni őket. Az izraeliták közül sokan inkább az előzőt támogatták, mint a kisebbik rosszat; ilyen volt a neves író és költő Karl Kraus, aki keresztény hitre tért, de a nácik szemszögéből zsidó maradt.

## Konfliktus a nemzetiszocialistákkal és a rendszer vége

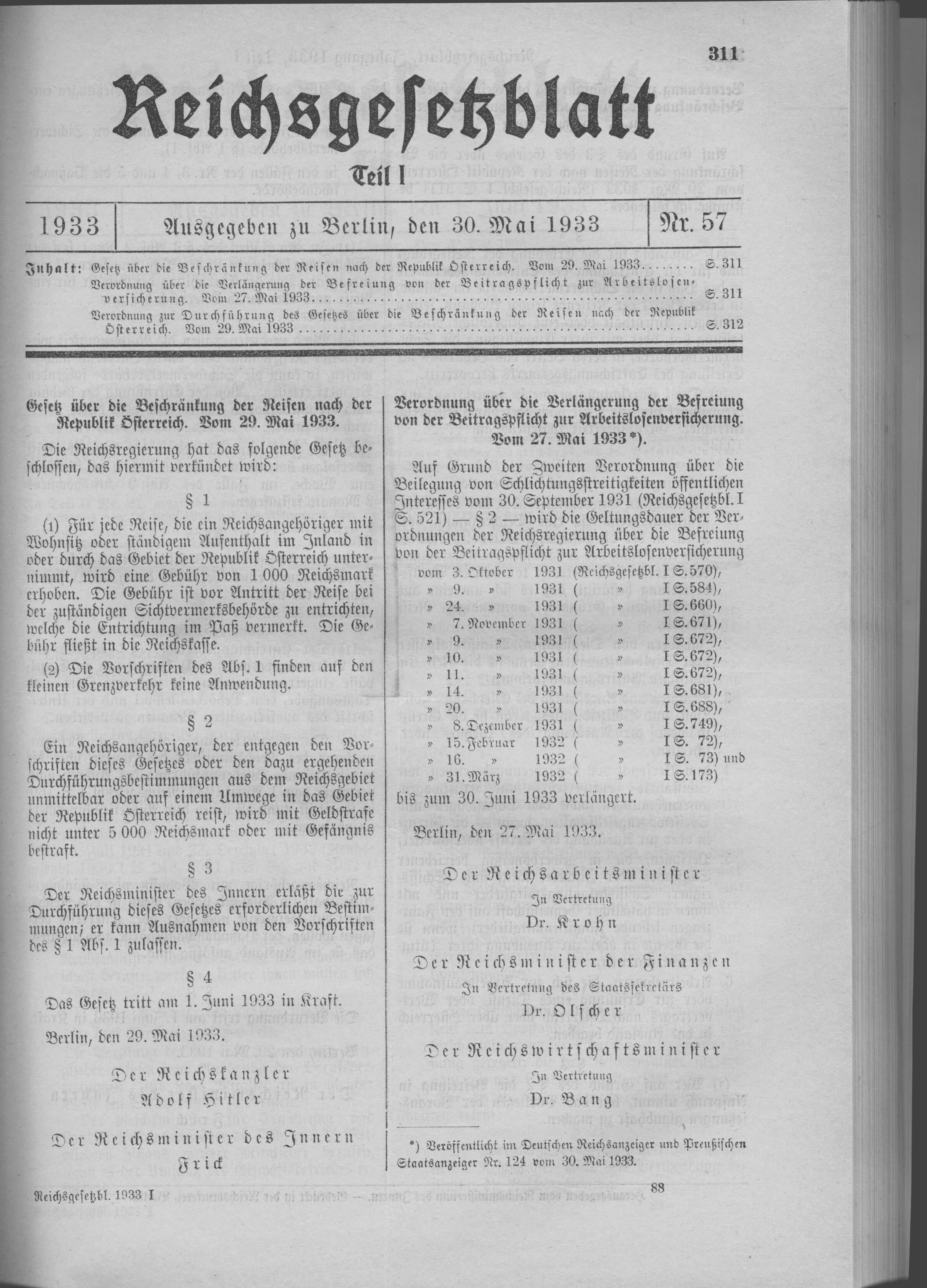
Az Osztrák Köztársaságba való utazás korlátozásáról szóló, 1933. május 29-i törvény (Német Birodalom).

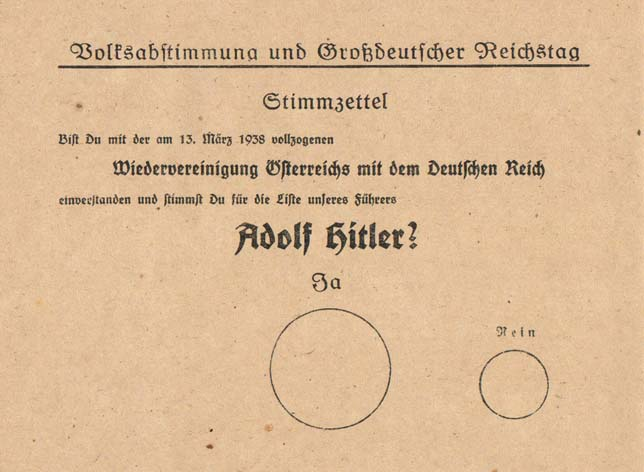
Szavazólap Ausztria Németországhoz való csatlakozásáról

Bár az ausztrofasizmus és a nemzetiszocializmus sok szempontból hasonlított (mint például a pluralista demokrácia elutasításában), jelentős ideológiai különbségek is voltak közöttük, amelyek konfliktushoz vezettek az osztrák Ständestaat képviselői és a nemzetiszocializmus hívei között. 1933. június 19-én két náci kézigránátot dobott egy paramilitarista sportegylet tagjaira és 30 sportolót megsebesítettek. Ezt követően Ausztriában betiltották az NSDAP-t.
1934 júliusában az osztrák nemzetiszocialisták az úgynevezett júliusi puccs során megkísérelték fegyverrel megbuktatni az osztrák kormányt és átvenni a hatalmat. Bár a puccskísérletet leverték, Dollfuß kancellárt sikerült meggyilkolniuk. A kormány vezetését az addigi igazságügyminiszter, Kurt Schuschnigg vette át, aki szintén távolságot tartott a nemzetiszocialista ideológiától és elutasította Ausztria csatlakozását a Német Birodalomhoz való csatlakozáshoz. Hitler erőteljes nyomására 1936 júliusában mégis kénytelen volt legalizálni a náci pártot, cserébe a németek garantálták az ország függetlenségét. Mintegy 17 ezer osztrák nemzetiszocialista amnesztiát kapott, Edmund Glaise von Horstenau tárca nélküli miniszterként, Guido Schmidt pedig államtitkárként bekerült a bécsi kormányba. A náci sajtótermékeket ismét terjeszthették.
Hitler katonai fenyegetéssel rákényszerítette Schuschniggot, hogy 1938. február 12-én írja alá a berchtesgadeni egyezményt, amely további kedvezményeket biztosított a nemzetiszocialistáknak. Arthur Seyß-Inquart megkapta a belügyminiszteri tárcát. Schuschnigg egy utolsó kétségbeesett lépésként népszavazást írt ki március 13-ra Ausztria függetlenségéről, Hitler azonban lemondásra kényszerítette őt Seyss-Inquart javára. Március 12-én a németek bevonultak az országba és ellenállás nélkül, sokhelyütt a lakosság üdvözlése mellett megszállták az országot. Április 10-én népszavazást tartottak Ausztria Német Birodalomhoz való csatlakozásáról, amelyen az igen szavazatok 99,73%-ot értek el.
Schuschniggot egy németországi koncentrációs táborba zárták. A háború végén SS-őrei ki akarták végezni, csak a Wehrmacht-tisztek közbelépésének köszönhetően menekült meg a haláltól.

## Utóélete, megítélése
A háború utáni demokratikus Ausztria politikai és tudományos diskurzusában sokáig tabuként kezelték az ausztrofasiszta diktatúra témáját, amit az is megkönnyített, hogy azt egy jóval radikálisabb, pusztítóbb nemzetiszocialista uralom követte. Közös, általánosan elfogadott történelemszemlélet az adott korszakról máig nem alakult ki. Dollfußra a jobboldalon sokan máig mártírként és a náci előrenyomulást megakadályozó hősként tekintenek, míg a baloldali táborban munkásgyilkosként és fasisztaként emlegetik. A rezsimről beszélve a jobboldali politikusok (ÖVP) igyekeznek kerülni a "fasizmus" szót, és helyette inkább a rendszer önelnevezését, a „Ständestaat” (azaz „hivatásrendi állam”) kifejezést használják. A konzervatív körökben sokáig a szociáldemokratákat tették felelőssé a diktatúra kialakulásáért, azt csak a baloldali akciókra adott válaszként állították be.
Mások évtizedek óta kétségbevonják Dollfuß és Schuschnigg szerepét a nemzetiszocializmus terjedésének feltartóztatásában. Bár az osztrák tekintélyelvű állam eleinte kimondottan náciellenes volt, a szociáldemokrácia veresége és Mussolini védelmének gyengülése után gyorsan elvesztette ellenállóképességét a mind kívülről, mind belülről érkező, egyre erősödő nemzetiszocialista nyomással szemben. A rendszer kései éveiben már bizonyítható közöttük az intenzív együttműködés. Ugyanakkor a tekintélyelvű struktúrák létrehozásával utat nyitottak az államapparátusba egyre inkább beágyazódott (fél)legális nácik számára, hogy 1938 márciusában látszólag legálisan magukhoz ragadhassák a hatalmat.
A rendszer megnevezését máig vitatják (elsősorban Ausztriában). A rezsim nyilvánvalóan tartalmazott fasiszta elemeket (a katolikus egyházzal való egybefonódás miatt néha klerikálfasisztának is nevezik) és számos párhuzammal rendelkezik a portugál Estado Novo és a spanyol francoizmus rendszereivel. Ideológiai szempontból leginkább az olasz fasizmusban és a nemzetiszocializmusban is meglévő tradicionalista iskolához hasonlítható, amelyet Olaszországban Julius Evola, a Német Birodalomban pedig Carl Schmitt képviselt.
Másrészt a Ständestaat rendszeréből hiányzott az egyértelmű ideológia, nem volt tömegpárt, de mindenekelőtt nem volt tömegbázisa. Az osztrák korporatív állam tervezett intézményei a legjobb esetben is torzók maradtak. Nagyrészt hiányoztak a fasizmus egyéb jellemzői, mint az expanzív, agresszív külpolitika; az ideológiailag egységes, erős paramilitáris szervezetek; a karizmatikus, koncentrált hatalommal rendelkező vezéralak. A rendszert ezért néha félfasisztának vagy fasizmusutánzatnak is nevezik; más történészek viszont a radikális antiparlamentarizmus, a munkásmozgalom erőszakos elnyomása és a Mussolini-rezsimmel való szoros kapcsolatok miatt jogosnak tartják az ausztrofasizmus elnevezést.

## Fordítás
- Ez a szócikk részben vagy egészben  az   Austrofaschismus című német Wikipédia-szócikk ezen változatának fordításán alapul.  Az eredeti cikk szerkesztőit annak laptörténete sorolja fel. Ez a jelzés csupán a megfogalmazás eredetét és a szerzői jogokat jelzi, nem szolgál a cikkben szereplő információk forrásmegjelöléseként.